# 13.ª etapa de la Vuelta a España 2024
La 13.ª etapa de la Vuelta a España 2024 tuvo lugar el 30 de agosto de 2024 y consistió en una etapa de montaña con inicio en el municipio de Lugo y final en el Puerto de Ancares sobre un recorrido de 176 km. Esta fue ganada por el canadiense Michael Woods del Israel-Premier Tech, el australiano Ben O'Connor del Decathlon AG2R La Mondiale Team consiguió mantener el liderato.

## Clasificación de la etapa[2]
| Lugo - Puerto de Ancares | etapa de montaña | (176 km) |

| \| Clasificación de la etapa \| Clasificación de la etapa \| Clasificación de la etapa \| Clasificación de la etapa \| Clasificación de la etapa \| \| Ciclista \| Ciclista \| Equipo \| Tiempo \| \| \| ------------------------- \| ------------------------- \| -------------------------- \| ------------------------- \| ------------------------- \| \| 1.º \| Michael Woods \| Israel-Premier Tech \| 4 h 19 min 51 s \| \| \| 2.º \| Mauro Schmid \| Team Jayco AlUla \| + 45 s \| \| \| 3.º \| Marc Soler \| UAE Team Emirates \| + 1 min 11 s \| \| \| 4.º \| Sam Oomen \| Lidl-Trek \| + 1 min 25 s \| \| \| 5.º \| Wout van Aert \| Team Visma \\| Lease a Bike \| + 2 min 56 s \| \| \| 6.º \| Gijs Leemreize \| Team dsm-firmenich PostNL \| + 3 min 33 s \| \| \| 7.º \| José Félix Parra \| Equipo Kern Pharma \| + 5 min 19 s \| \| \| 8.º \| Mikel Bizkarra \| Euskaltel-Euskadi \| + 5 min 38 s \| \| \| 9.º \| Luca Vergallito \| Alpecin-Deceuninck \| + 5 min 59 s \| \| \| 10.º \| Mathis Le Berre \| Arkéa-B&B Hotels \| + 6 min 15 s \| \| |                  |                            |                 |
| |                  |                            |                 |
| Fuente: ProCyclingStats |                  |                            |                 |
| Clasificación de la etapa |                  |                            |                 |
| Ciclista | Ciclista         | Equipo                     | Tiempo          |
| 1.º | Michael Woods    | Israel-Premier Tech        | 4 h 19 min 51 s |
| 2.º | Mauro Schmid     | Team Jayco AlUla           | + 45 s          |
| 3.º | Marc Soler       | UAE Team Emirates          | + 1 min 11 s    |
| 4.º | Sam Oomen        | Lidl-Trek                  | + 1 min 25 s    |
| 5.º | Wout van Aert    | Team Visma \| Lease a Bike | + 2 min 56 s    |
| 6.º | Gijs Leemreize   | Team dsm-firmenich PostNL  | + 3 min 33 s    |
| 7.º | José Félix Parra | Equipo Kern Pharma         | + 5 min 19 s    |
| 8.º | Mikel Bizkarra   | Euskaltel-Euskadi          | + 5 min 38 s    |
| 9.º | Luca Vergallito  | Alpecin-Deceuninck         | + 5 min 59 s    |
| 10.º | Mathis Le Berre  | Arkéa-B&B Hotels           | + 6 min 15 s    |

## Clasificaciones al final de la etapa

### Clasificación general[3]
| \| Clasificación general \| Clasificación general \| Clasificación general \| Clasificación general \| Clasificación general \| \| Ciclista \| Ciclista \| Equipo \| Tiempo \| \| \| --------------------- \| --------------------- \| -------------------------- \| --------------------- \| --------------------- \| \| 1.º \| Ben O'Connor \| Decathlon-AG2R La Mondiale \| 52 h 10 min 15 s \| \| \| 2.º \| Primož Roglič \| Red Bull-Bora-Hansgrohe \| + 1 min 21 s \| \| \| 3.º \| Enric Mas \| Movistar Team \| + 3 min 01 s \| \| \| 4.º \| Richard Carapaz \| EF Education-EasyPost \| + 3 min 13 s \| \| \| 5.º \| Mikel Landa \| Soudal Quick-Step \| + 3 min 20 s \| \| \| 6.º \| Carlos Rodríguez \| Ineos Grenadiers \| + 4 min 12 s \| \| \| 7.º \| Florian Lipowitz \| Red Bull-Bora-Hansgrohe \| + 4 min 29 s \| \| \| 8.º \| Felix Gall \| Decathlon-AG2R La Mondiale \| + 4 min 42 s \| \| \| 9.º \| David Gaudu \| Groupama-FDJ \| + 4 min 44 s \| \| \| 10.º \| Adam Yates \| UAE Team Emirates \| + 5 min 17 s \| \| |                  |                            |                  |
| |                  |                            |                  |
| Fuente: ProCyclingStats |                  |                            |                  |
| Clasificación general |                  |                            |                  |
| Ciclista | Ciclista         | Equipo                     | Tiempo           |
| 1.º | Ben O'Connor     | Decathlon-AG2R La Mondiale | 52 h 10 min 15 s |
| 2.º | Primož Roglič    | Red Bull-Bora-Hansgrohe    | + 1 min 21 s     |
| 3.º | Enric Mas        | Movistar Team              | + 3 min 01 s     |
| 4.º | Richard Carapaz  | EF Education-EasyPost      | + 3 min 13 s     |
| 5.º | Mikel Landa      | Soudal Quick-Step          | + 3 min 20 s     |
| 6.º | Carlos Rodríguez | Ineos Grenadiers           | + 4 min 12 s     |
| 7.º | Florian Lipowitz | Red Bull-Bora-Hansgrohe    | + 4 min 29 s     |
| 8.º | Felix Gall       | Decathlon-AG2R La Mondiale | + 4 min 42 s     |
| 9.º | David Gaudu      | Groupama-FDJ               | + 4 min 44 s     |
| 10.º | Adam Yates       | UAE Team Emirates          | + 5 min 17 s     |

### Clasificación por puntos[4]
| Clasificación por puntos | Clasificación por puntos | Clasificación por puntos   | Clasificación por puntos | Clasificación por puntos |
| Ciclista                 | Ciclista                 | Equipo                     | Puntos                   |                          |
| ------------------------ | ------------------------ | -------------------------- | ------------------------ | ------------------------ |
| 1.º                      | Wout van Aert            | Team Visma \| Lease a Bike | 274 pts                  |                          |
| 2.º                      | Kaden Groves             | Alpecin-Deceuninck         | 162 pts                  |                          |
| 3.º                      | Pavel Bittner            | Team dsm-firmenich PostNL  | 81 pts                   |                          |
| 4.º                      | Harold Tejada            | Astana Qazaqstan Team      | 80 pts                   |                          |
| 5.º                      | Pablo Castrillo          | Equipo Kern Pharma         | 73 pts                   |                          |
| 6.º                      | Ben O'Connor             | Decathlon-AG2R La Mondiale | 68 pts                   |                          |
| 7.º                      | Primož Roglič            | Red Bull-Bora-Hansgrohe    | 66 pts                   |                          |
| 8.º                      | Marc Soler               | UAE Team Emirates          | 62 pts                   |                          |
| 9.º                      | Stefan Küng              | Groupama-FDJ               | 59 pts                   |                          |
| 10.º                     | Mauro Schmid             | Team Jayco AlUla           | 58 pts                   |                          |

### Clasificación de la montaña[5]
| Clasificación de la montaña | Clasificación de la montaña | Clasificación de la montaña | Clasificación de la montaña | Clasificación de la montaña |
| Ciclista                    | Ciclista                    | Equipo                      | Puntos                      |                             |
| --------------------------- | --------------------------- | --------------------------- | --------------------------- | --------------------------- |
| 1.º                         | Wout van Aert               | Team Visma \| Lease a Bike  | 36 pts                      |                             |
| 2.º                         | Marc Soler                  | UAE Team Emirates           | 23 pts                      |                             |
| 3.º                         | Jay Vine                    | UAE Team Emirates           | 23 pts                      |                             |
| 4.º                         | Adam Yates                  | UAE Team Emirates           | 22 pts                      |                             |
| 5.º                         | Primož Roglič               | Red Bull-Bora-Hansgrohe     | 18 pts                      |                             |
| 6.º                         | David Gaudu                 | Groupama-FDJ                | 18 pts                      |                             |
| 7.º                         | Sylvain Moniquet            | Lotto Dstny                 | 17 pts                      |                             |
| 8.º                         | Marco Frigo                 | Israel-Premier Tech         | 14 pts                      |                             |
| 9.º                         | Pablo Castrillo             | Equipo Kern Pharma          | 13 pts                      |                             |
| 10.º                        | Mauro Schmid                | Team Jayco AlUla            | 13 pts                      |                             |

### Clasificación de los jóvenes[6]
| Clasificación del mejor joven | Clasificación del mejor joven | Clasificación del mejor joven | Clasificación del mejor joven | Clasificación del mejor joven |
| Ciclista                      | Ciclista                      | Equipo                        | Tiempo                        |                               |
| ----------------------------- | ----------------------------- | ----------------------------- | ----------------------------- | ----------------------------- |
| 1.º                           | Carlos Rodríguez              | Ineos Grenadiers              | 52 h 14 min 27 s              |                               |
| 2.º                           | Florian Lipowitz              | Red Bull-Bora-Hansgrohe       | + 17 s                        |                               |
| 3.º                           | Mattias Skjelmose             | Lidl-Trek                     | + 1 min 12 s                  |                               |
| 4.º                           | Matthew Riccitello            | Israel-Premier Tech           | + 36 min 04 s                 |                               |
| 5.º                           | Isaac Del Toro                | UAE Team Emirates             | + 47 min 48 s                 |                               |
| 6.º                           | Mauri Vansevenant             | Soudal Quick-Step             | + 52 min 28 s                 |                               |
| 7.º                           | Max Poole                     | Team dsm-firmenich PostNL     | + 55 min 03 s                 |                               |
| 8.º                           | Cian Uijtdebroeks             | Team Visma \| Lease a Bike    | + 1 h 02 min 31 s             |                               |
| 9.º                           | Giovanni Aleotti              | Red Bull-Bora-Hansgrohe       | + 1 h 03 min 50 s             |                               |
| 10.º                          | Valentin Paret-Peintre        | Decathlon-AG2R La Mondiale    | + 1 h 10 min 39 s             |                               |

### Clasificación por equipos[7]
| Clasificación por equipos | Clasificación por equipos  | Clasificación por equipos | Clasificación por equipos |
| Equipo                    | Equipo                     | Tiempo                    |                           |
| ------------------------- | -------------------------- | ------------------------- | ------------------------- |
| 1.º                       | UAE Team Emirates          | 156 h 09 min 13 s         |                           |
| 2.º                       | Red Bull-Bora-Hansgrohe    | + 38 min 29 s             |                           |
| 3.º                       | Decathlon-AG2R La Mondiale | + 48 min 39 s             |                           |
| 4.º                       | Team Visma \| Lease a Bike | + 1 h 03 min 11 s         |                           |
| 5.º                       | Israel-Premier Tech        | + 1 h 03 min 32 s         |                           |
| 6.º                       | Lidl-Trek                  | + 1 h 13 min 25 s         |                           |
| 7.º                       | Ineos Grenadiers           | + 1 h 14 min 04 s         |                           |
| 8.º                       | Groupama-FDJ               | + 1 h 14 min 24 s         |                           |
| 9.º                       | Soudal Quick-Step          | + 1 h 19 min 39 s         |                           |
| 10.º                      | Equipo Kern Pharma         | + 1 h 49 min 07 s         |                           |

## Abandonos
- Jonathan Lastra (Cofidis) no tomó la salida.
- Welay Berhe (Team Jayco AlUla) no tomó la salida.
- Michel Ries (Arkéa-B&B Hotels) no terminó la etapa.